# Tournage dans un jardin anglais
Pour plus de détails, voir Fiche technique et Distribution.
Tournage dans un jardin anglais (Tristram Shandy: A Cock and Bull Story), intitulé au Québec Tristram Shandy: Une histoire sans queue ni tête, est un film britannique du genre comédie, réalisé par Michael Winterbottom, sorti en 2005.

## Synopsis
Tournage dans un jardin anglais est un « film dans le film », avec Steve Coogan et Rob Brydon jouant leur propre rôle d'acteurs principaux, dans le tournage d'une adaptation cinématographique du roman Vie et opinions de Tristram Shandy, gentilhomme de Laurence Sterne.
La majeure partie du film est dédiée au tournage du film en suivant la performance des deux acteurs principaux. Des séquences relatant la vie de Tristram Shandy entrecoupent les scènes de tournage : conception, naissance et baptême ; expériences de l'oncle Toby à la bataille de Namur ; circoncision accidentelle de Tristram à l'âge de 3 ans ; scène finale du roman, avec la phrase de Yorick : « It is a story about a Cock and a Bull - and the best of its kind that ever I heard! », (traduction : c'est une histoire sans queue ni tête - et la meilleure de ce genre que jamais j'aie entendue !)
La spécificité du film est de générer constamment un comique de situation grâce aux acteurs qui doivent d'une part, retranscrire aussi fidèlement que possible un roman réputé inadaptable, et d'autre part jouer avec les difficultés techniques, personnelles et relationnelles qui s'enchaînent à un rythme soutenu,.

## Fiche technique
- Réalisation : Michael Winterbottom
- Scénario : Frank Cottrell Boyce
- D'après le roman de Laurence Sterne, The Life and Opinions of Tristram Shandy
- Production : Andrew Eaton (en)
- Musique originale : Edward Nogria
- Photographie : Marcel Zyskind (de)
- Montage : Peter Christelis
- Décors : John Paul Kelly
- Costumes : Charlotte Walter
- Durée : 94 min
- Pays :  Royaume-Uni
- Langue : anglais
- Genre : Comédie
- Dates de sortie :
  - Royaume-Uni : 17 juillet 2005 (Festival de Cambridge) - 21 octobre 2005 (Festival de Londres) - 18 novembre 2005 (Festival de Cardiff) - 20 janvier 2006 (national)
  - France : 5 juillet 2006

## Distribution

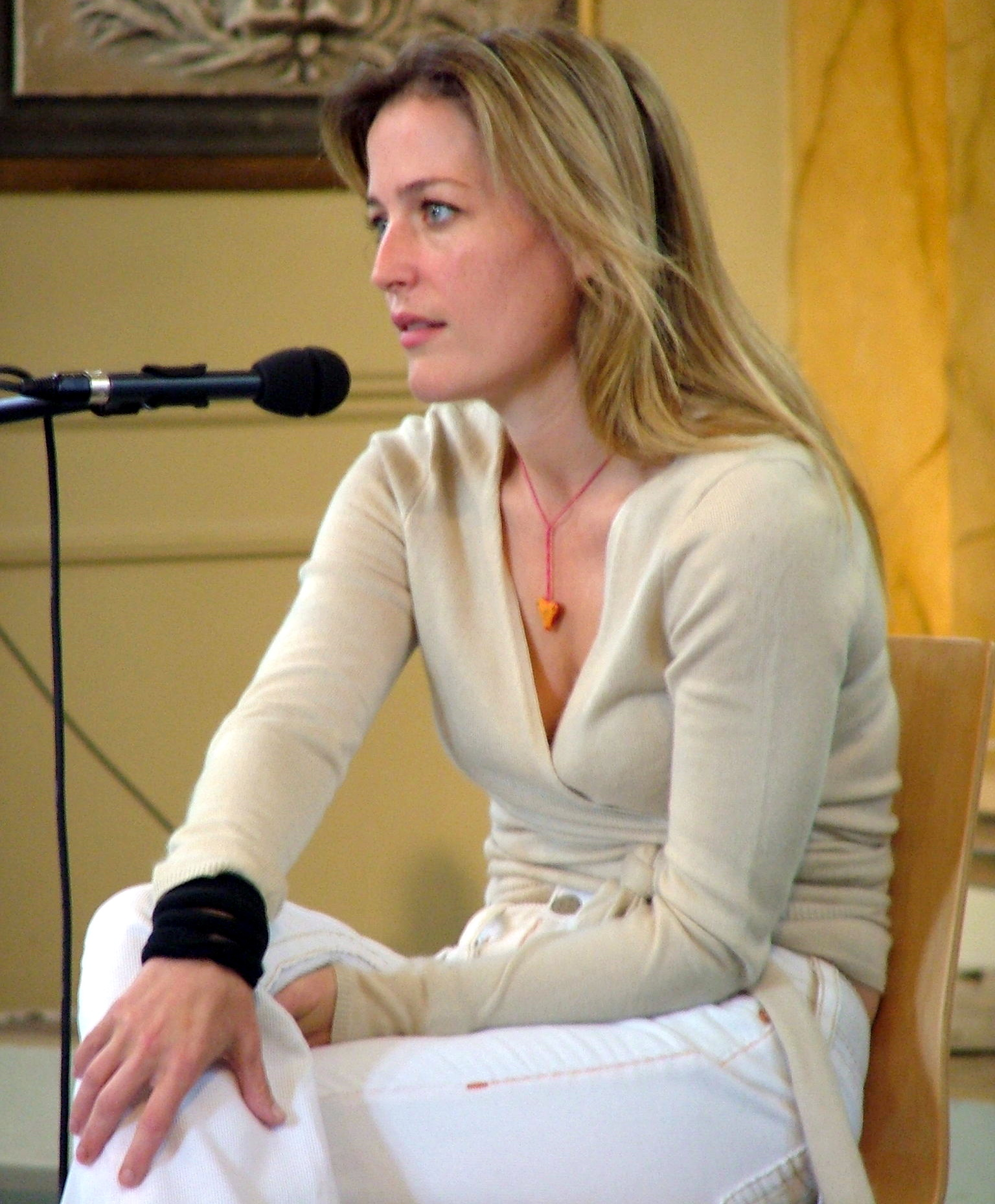
L'actrice Gillian Anderson à Buskaid, à Londres, en juillet 2004.

- Steve Coogan : Tristram Shandy / Walter Shandy / Steve Coogan
- Rob Brydon : Captain Toby Shandy / Rob Brydon
- Keeley Hawes : Elizabeth Shandy / Keeley Hawes
- Shirley Henderson : Susannah / Shirley Henderson
- Gillian Anderson : Widow Wadman / Gillian Anderson
- Dylan Moran : Dr Slop / Dylan Moran
- David Walliams : Curate
- Stephen Fry : Parson Yorick / Patrick Curator
- Jeremy Northam : Mark (réalisateur)
- Ian Hart : Joe (scénariste)
- James Fleet : Simon (producteur)
- Benedict Wong : Ed
- Naomie Harris : Jennie
- Kelly Macdonald : Jenny
- Ashley Jensen : Lindsay